# Semiothisa caesiata
Semiothisa caesiata är en fjärilsart som beskrevs av W. Warren 1906. Semiothisa caesiata ingår i släktet Semiothisa och familjen mätare. Inga underarter finns listade i Catalogue of Life.